# Stazione di Lleida Pirineus
La stazione di Lleida Pirineus (in catalano Estació de Lleida Pirineus, in spagnolo Estación de Lérida Pirineos) è la principale stazione ferroviaria di Lleida in Catalogna, Spagna.